# Jay Livingston
Jay Livingston, född 28 mars 1915 i McDonald, Pennsylvania, död 17 oktober 2001 i Los Angeles, Kalifornien, var en amerikansk kompositör. Han och sångtextförfattaren Ray Evans (1915-2007) formade tillsammans en av Hollywoods mest betydande låtskrivarduos under 1940- och 50-talen.
Livingston var judisk och hans ursprungliga namn var Jacob Harold Levison. Hans pianolärare var Harry Archer i Pittsburgh. Han studerade vid University of Pennsylvania, var han startade ett dansband och lärde känna Ray Evans, som också studerade där.
Livingston och Evans skrev 1951 den omåttligt populära jullåten "Silver Bells" för filmen Hej tomtegubbar (The Lemon Drop Kid). Bob Hope och Marilyn Maxwell sjunger låten i filmen.
Jay Livingston och Ray Evans belönades med en Oscar för bästa sång tre gånger: 1948 för låten "Buttons and Bows" som Bob Hope sjunger i filmen Blekansiktet, 1950 för låten Mona Lisa som Nat King Cole sjunger i filmen Captain Carey, U.S.A. och 1956 för låten "Whatever Will Be, Will Be (Qué Será, Será)" som Doris Day sjunger i filmen Mannen som visste för mycket.